# Мысли (река)
Мысли — река, правый приток Ишима, протекает по территории Ишимского и Абатского районов Тюменской области в России. Длина реки — 40 км.

## Название
Потамоним Мысли мог сформироваться в результате переосмысления тюркского мусли́ — «ледяной, холодный». Слово мұс — «лёд» широко применяется в тюркской топонимии. Аффикс лі или лы — особый топоформант для обозначения «места наличия и обилия предметов, обозначенных именами существительными».

## Описание
Исток реки находится на Приишимском увале. Мысли вытекает из озера Гагарье северо-западнее деревни Сажино. Генеральным направлением течения реки является восток. Постоянными и сезонными протоками соединяется с множеством старичных озёр в пойме Ишима. Около села Сычёво впадает в Ишим на высоте 66 м над уровнем моря..
Река впадает в Ишим на правом берегу около от села Абатское (в 35 км), связь с рекой Ишим временная, в период весеннего половодья. На русле реки, пересекающей Абатский и Ишимский административные районы, расположены семь населённых пунктов: деревни Сажино, Мешалкина, Чупина, Пайкова, Артамонова и два села — Старая Маслянка и Сычёво. Для реки характерен незначительный уклон и как следствие — почти отсутствие течения. Длина реки — 40 км, глубина от 1 до 4 м, средняя ширина составляет 20-25 м. Вода чистая, на дне в качестве грунта преобладает тёмно-серый органический ил. На водосборе реки преобладают антропогенные сельскохозяйственные ландшафты: пастбища, пашни, сенокосы. В ходе исследований фитоценозов реки Мысли учёные выявили сокращающий свою численность вид флоры — рдест курчавый, а также редкие для данной территории виды: болотноцветник щитолистный и кувшинка четырёхгранная.
Притоки:
- около деревни Голдобино в 21 км от устья принимает справа ручей Елизаветинка длиной 14 км[9][10][6];
- около села Старая Маслянка в 9 км от устья — реку Маслянка длиной 12 км[11][6].

## Данные водного реестра
По данным государственного водного реестра России и геоинформационной системы водохозяйственного районирования территории РФ, подготовленной Федеральным агентством водных ресурсов:
- Бассейновый округ — Иртышский;
- Речной бассейн — Иртыш;
- Речной подбассейн — Ишим (российская часть бассейна);
- Водохозяйственный участок — Ишим от границы Российской Федерации с Республикой Казахстан до устья без озера Большой Уват до гидроузла Большой Уват[1].

Код объекта в государственном водном реестре — 14010300212115300011446.